# Leptocorisa
Genre
Leptocorisa est un genre d'insectes Hémiptères Heteroptera de la famille des Alydidae. Il y a environ dix-sept espèces décrites dans le genre Leptocorisa. Elles se rencontrent en Asie du sud et est et en Océanie.

## Publication

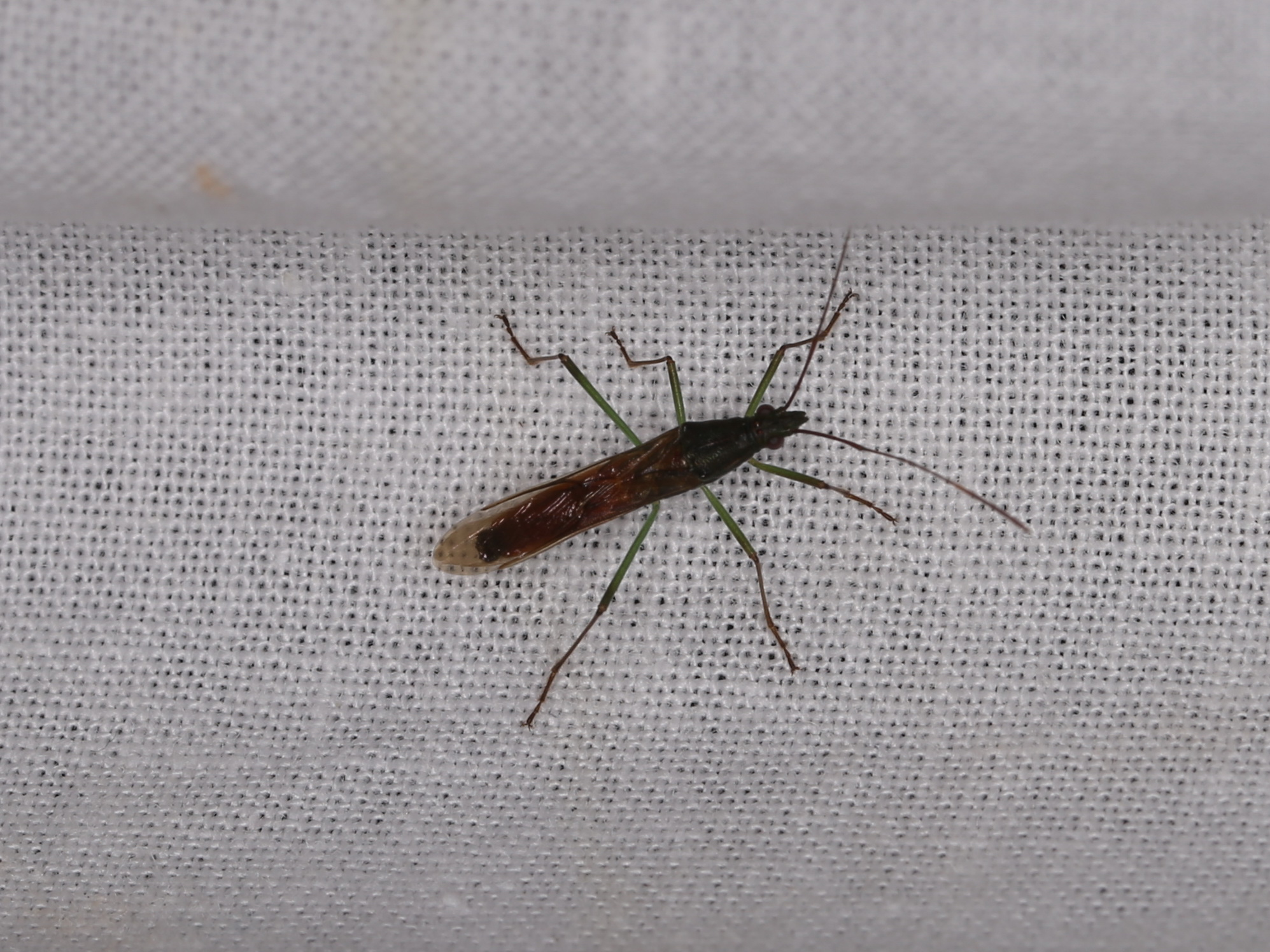
Leptocorisa.

Le genre a été décrit et publié par Latreille en 1829

## Liste d'espèces
Il y a dix-sept espèces dans le genre Leptocorisa :
- Leptocorisa acuta (Thunberg, 1783)
- Leptocorisa ayamaruensis Van Doesburg & Siwi, 1983
- Leptocorisa biguttata Walker, 1871
- Leptocorisa bipunctata Costa, 1863
- Leptocorisa chinensis Dallas, 1852
- Leptocorisa costalis Herrich-Schäffer, 1846
- Leptocorisa discoidalis Walker, 1871
- Leptocorisa lepida Breddin, 1909
- Leptocorisa luzonensis Ahmad, 1965
- Leptocorisa luzonica Ahmad, 1965
- Leptocorisa oratoria (Fabricius, 1794)
- Leptocorisa palawanensis Ahmad, 1965
- Leptocorisa pseudolepida Ahmad, 1965
- Leptocorisa sakdapolrakae Ahmad, 1965
- Leptocorisa solomonensis Ahmad, 1965
- Leptocorisa tagalica Ahmad, 1965
- Leptocorisa timorensis Van Doesburg & Siwi, 1983[2],[3]

## Publication originale
- Latreille, P.A. (1829). Le règne animal distribué d'après son organisation, pour servir de base a l'histoire naturelle des animaux et d'introduction a l'anatomie comparée, Nouvelle Édition, Revue et Augmentée. Tome V, Suite et fin des insectes. Déterville, Paris, xxiv+556 pp.